# Ernesto Albán
Ernesto Albán Mosquera (Ambato, 5 de junio de 1912-Quito, 22 de julio de 1984), fue actor ecuatoriano, considerado uno de los principales actores ecuatorianos del siglo XX. Es conocido por su trabajo el teatro, en la crítica humorística y comedia acerca de la realidad del país, con elevados componentes de cotidianidad, urbanismo y política.
Albán es conocido también por su personaje de Evaristo Corral y Chancleta, con el que dio paso al género de las estampas quiteñas ideadas por Alfonso García Muñoz. La revista El Apuntador dijo sobre Albán:

Ernesto Albán fue muchas cosas, relacionadas con las artes escénicas, antes fue músico y de ahí en más, el creador del personaje más original y más apreciado en nuestro medio y, en su época de apogeo, por varias décadas, en toda América: Evaristo Corral y Chancleta representó la sal quiteña, la irreverencia de una clase social en formación contra el statu quo, y esa condición del habitante andino, dicharachero, locuaz, no falto de tristeza y nostalgia, ambicioso y lleno de esperanza que se extiende al ser ecuatoriano.

## Trayectoria
Ernesto Albán surge del teatro quiteño a principios de la década de los treinta, realizando papeles pequeños en varias compañías de entonces, tales como la Vásconez-Merizalde, Moncayo-Barahona y otras similares.
Pone en escena obras como: "En un burro tres baturros" del argentino Alberto Novión; "A Campo Atraviesa" del peruano Felipe Sassone; "Argentino en Madrid", además de los vaudevilles franceses y comedias de los españoles Carlos Arniches, Navarro y Torrado, Linares Rivas, Joaquín Dicenta, Jacinto Benavente y otros. 
Con estas obras recorre íntegramente Ecuador, logrando amplia aceptación.
Pero el mayor hecho en la vida del actor fue aprovechar la influencia que ejercía en esa época el cómico Charles Chaplin mezclando su estilo con las creaciones originales del escritor de teatro ecuatoriano Alfonso García Muñoz, siendo su obra más importante "Estampas de mi Ciudad"  donde se caricaturizaban las costumbres de la época. Así Albán fija su actuación a través del personaje principal de las obras de García Muñoz "Evaristo Corral y Chancleta", que lo acompañaría el resto de su vida como actor. 
Con este impulso y éxito recorre una vez más el país ofreciendo el deleite jocoso de sus tradicionales Estampas Quiteñas que, en la casi totalidad de sus versiones, que sirvieron no solamente para exaltar las virtudes de los ecuatorianos, sino fundamentalmente para censurar con valentía y precisión los errores de los gobernantes de turno.
Gracias a los elevados niveles de aceptación de sus representaciones y a sus cualidades histriónicas, así como por la decadencia del teatro local respecto a las nacientes emisiones de cine parlante, el actor se aventura con éxito en este campo del cine. Fue coproductor de algunos filmes mexicanos, en los que actuó junto con otros artistas ecuatorianos, como son Contra viento y marea (1962), División narcóticos (1963), Los fenómenos del fútbol (1964), La sonrisa de los pobres (1964), En la mitad del mundo (1964), Las chivas rayadas (1964), Fiebre de juventud (Romance en Ecuador 1966), Bromas S.A. (1967), Santo contra los secuestradores (1973) y Dos para el camino (1981), único largometraje del cine ecuatoriano, este último, en el que participaría a lo largo de su carrera. 
Ernesto Albán Mosquera murió el 22 de julio de 1984.

Evaristo Corral y Chancleta o simplemente Don Evaristo es el personaje principal de las obras "Estampas de mi ciudad" y se convirtió en la imagen representativa del actor Ernesto Albán. Este personaje cómico utilizaba una vestimenta raída, un saco viejo que los años habían carcomido, un pantalón que debió ser de "fantasía", con rayas que debieron ser blancas ahora sucias y lustroso por la manteca, y unos bigotes que le otorgaban cierta personalidad.
La figura de Evaristo Corral y Chancleta. Albán de esta manera rompió con un teatro de élite y se volcó hacia los barrios, y pronto su diminuta figura llenó los espectáculos. 
El personaje simbolizaba a un hombre de la clase media, empleado público y sufrido contribuyente, que trataba de aparentar una vida ficticia sin miedo a los bolsillos, deudor permanente, bohemio y tenorio.
El personaje de Don Evaristo fue animado para varias campañas cívicas y de valores para el municipio de Quito en la Alcaldía de Rodrigo Paz Delgado, este personaje se basó en la actuación de Ernesto Albán.

Cuando, en 1988, llegó a la Alcaldía Rodrigo Paz, planteó la necesidad de una campaña cívica; así lo narra el jefe de comunicación del Municipio de ese entonces, Enrique Proaño, quien ideó toda la campaña institucional.

Entonces se buscó el apoyo creativo de Edgar Cevallos y su equipo. El recordó a este personaje con el que además había tenido mucho contacto y, luego de pintarlo en un huevo, lo plasmó como "interlocutor entre la ciudadanía y el Gobierno local". "Un crítico del Municipio y un fanático de las buenas costumbres",...